# Molt lluny
Molt lluny és una pel·lícula dramàtica del 2025 dirigida per Gerard Oms i protagonitzada per Mario Casas, David Verdaguer i Ilyass El Ouahdani. Va guanyar el premi a Millor Òpera Prima al Festival Internacional de Cine en Guadalajara (Mèxic) i es va alçar amb dues Biznagas al Festival de Málaga, la de Millor Actor (Mario Casas) i el Premi Especial del Jurat de la Crítica. Es va estrenar a cinemes espanyols l'11 d'abril de 2025, amb distribució de BTeam Pictures.

## Trama
En Sergio, aficionat de l'RCD Espanyol, viatja a Utrecht el 2008 per assistir a un partit de futbol. En comptes de tornar a casa, sent la necessitat sobtada de quedar-s'hi, tot fingint un atac de pànic i iniciant un procés per trobar-se a si mateix.

## Repartiment
- Mario Casas com a Sergio[3]
- David Verdaguer com a Manel[5]
- Ilyass El Ouahdani com a Yusuf[5]
- Jetty Mathurin[6]
- Hanneke van der Paardt[6]
- Reinout de Vey Mestdagh[6]
- Raúl Prieto com a Miguel[5]
- Nausicaa Bonnín[6]

## Producció
Molt lluny representa el debut com a director de Gerard Oms, l'entrenador d'interpretació de Mario Casas des de No mataràs, qui va descriure la pel·lícula com una història de «coming-of-age tardana». Oms també va reconèixer que la pel·lícula tracta principalment de les seves pròpies experiències vitals, desviant-se'n principalment al principi, amb la presentació del protagonista dins de l'entorn futbolístic. La pel·lícula és una coproducció catalano-neerlandesa de Zabriskie Films juntament amb Revolver Amsterdam. Va comptar amb la participació de 3Cat i RTVE i el suport de Creative Europe MEDIA, l'ICEC, l'ICAA i NL Film Fonds.
Per preparar-se per al seu paper, Casas va rebre classes de dansa contemporània durant un mes i també va repassar papers d'homes reprimits com els interpretats per Heath Ledger a Brokeback Mountain, Josh O'Connor a Terra de Déu i Matthias Schoenaerts a De rovell i d'os com a referències.

## Estrena
Latido Films va adquirir els drets de venda de Molt lluny abans de la seva estrena mundial. La pel·lícula es va presentar al 28è Festival de Cinema de Màlaga el 16 de març de 2025. També va ser seleccionada com a pel·lícula de cloenda del 15è D'A Film Festival Barcelona. BTeam Pictures la va estrenar als cinemes d'Espanya l'11 d'abril de 2025.
També va formar part de la Secció de Llargmetratges de Ficció Iberoamericana del 40è Festival Internacional de Cinema a Guadalajara.